# Anatomia de superfície

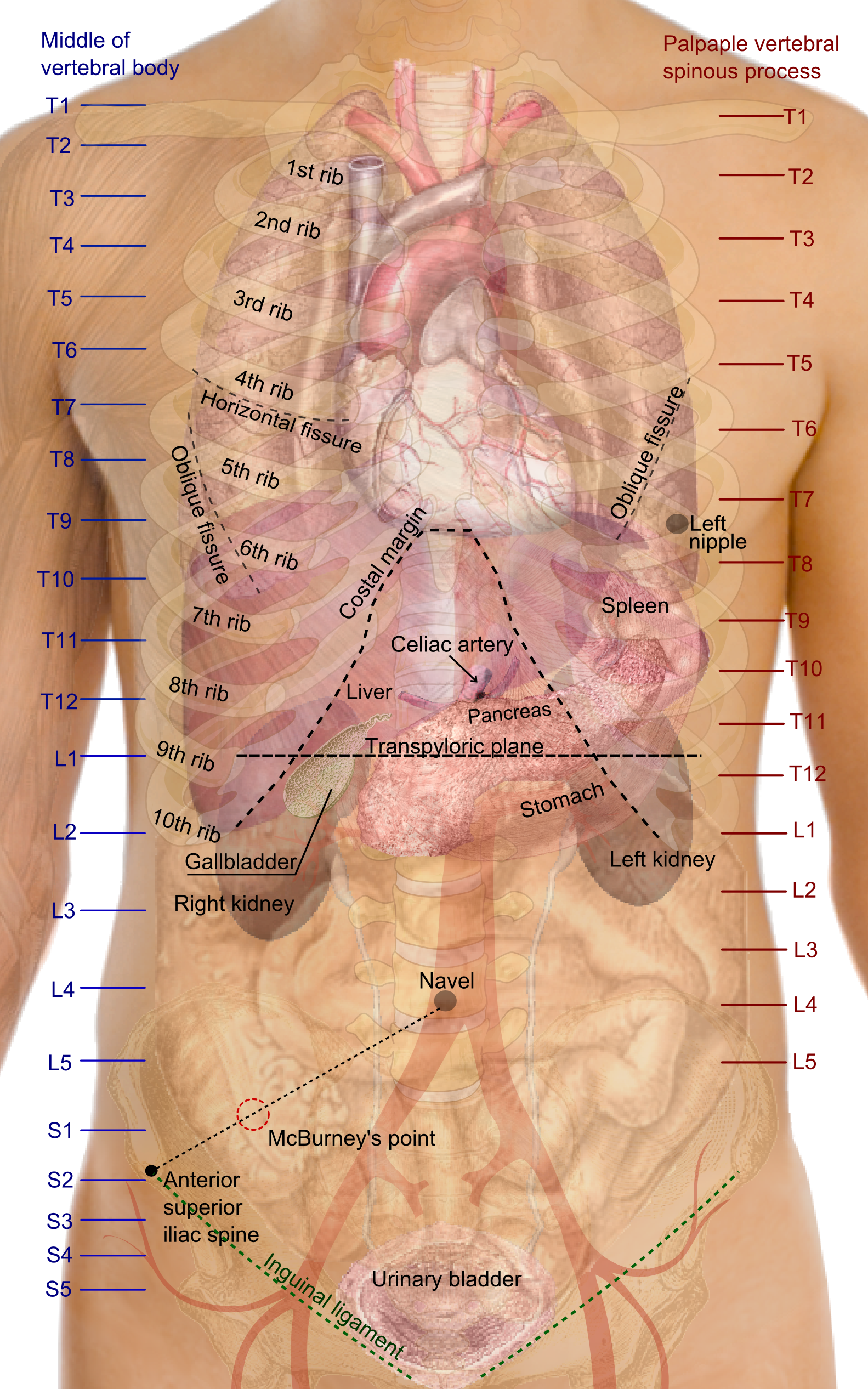
Projeções de superfície de órgãos no tronco humano

Anatomia de superfície é um ramo da anatomia que trata da descrição visual da estrutura anatômica sem dissecar o organismo. Na anatomia humana observa-se marcos anatômicos que correspondem as estruturas profundas escondidas da vista